# Ronaldinho Controle Total
Ronaldinho Controle Total é um jogo eletrônico lançado para celulares desenvolvido pela Meantime. No jogo, o jogador controla Ronaldinho Gaúcho mantendo a bola no ar e fazendo a maior pontuação possível, deve-se fazer combinações e embaixadinhas para aumentar a pontuação, itens são colecionados para melhorar o desempenho. O jogo possui ainda ranking online.